# Sample Rate (гурт)
Sample Rate (або скорочено — S. R.) — український рок-гурт, заснований основним складом гурту «Яка існуЄ» взимку 2008 року у Львові. Лідером гурту є Тарас Терлецький. «Sample Rate» взяли за основу жанр ню-метал. 2012 року колектив припинив існування.

## Коротка біографія
Заснована у 2008 році основним складом учасників гурту «Яка існуЄ» як альтернативний проєкт, що має за основу популярний в США, Європі та Японії такий жанр рок-музики, як Nu-Metal. Характерними представниками такої музики є Linkin Park, Breaking Benjamin та багато інших закордонних груп.
У зв'язку з новизною спочатку група існує лише як студійний проєкт у тіні поп-рокової ЯЄ, та згодом після кількох вдалих треків і рецензій на них відомих закордонних продюсерів, учасники приймають рішення показати «Sample Rate» слухачам поки ЯЄ була у творчій відпустці. Цей крок знаменується активізацією творчого потенціалу, який раніше був розпорошений, зокрема у гурті з'являється новий гітарист Павло Ільницький, який приносить у музику раніше відсутній, та такий бажаний присмак гранджу. Цілий 2009-ий рік «Sample Rate» на власній студії U!P records, записує треки до свого дебютного альбому, яких у результаті назбирується вісім. Після консультацій та зустрічей з відомими людьми в українському шоу-бізнесі гурт остаточно настроюється на штурм інтернет-ресурсів світу, для чого в першу чергу треба було відзняти та розмістити на youtube.com та інших подібних сайтах своє концертне відео. Таке відео було відзняте за сприяння фестивалю «Сніжність» 18 грудня 2009 року у Львові. Реакція глядачів на ще невідому музику та групу вразила усіх присутніх та учасників колективу — вже після першої пісні зал аплодував стоячи та не відпустив гурт зі сцени навіть після закінчення програми, у зв'язку з чим «Sample Rate» були змушені виконати на біс одну з пісень поза хронометражем з концерту.
Після короткої творчої перерви у 2010 році, американський інді паблішер «iUA Music» публікує перший альбом гурту «The Breath» на Amazon. після релізу Sample Rate готується до активної концертної діяльності та студійної роботи. У цьому ж році гурт покидає басист Сергій Юрович. «Ми завжди відкриті для спілкування із людьми в інтернеті. Наші сторінки можна знайти у пошуку, за назвою, майже у кожному відомому інтернет-ресурсі світу» (Тарас Терлецький — вокаліст гурту). У 2012 році було записано перший та, на жаль, останній open-air live show на центральній сцені Euro2012 Ukraine. Цей запис є найкращим у «живому» творчому доробку групи.
Після 2012 року група припинила існування. На основі технічної бази вокалістом-засновником Тарасом Терлецьким була створена однойменна звукозаписувальна студія, яка на даний час успішно працює у галузі озвучування комп'ютерних ігор, театрів та кіно. У 2013 році студія успішно розпочала роботу з заокеанськими партнерами та ЄС.Sample Rate Audio Production знаходиться за адресою в інтернеті www.samplerate.org. Інші учасники групи також продовжили свій творчий шлях в окремих проєктах: зокрема після багатьох експериментів Тарас Терлецький з гітаристом ЯЄ Сергієм Соколовим та ударником Назаром «Рембо» Погорлецьким у 2024 році відновили творчу діяльність «Яка існуЄ», а Павло Ільницький продовжив діяльність у сольному проєкті «Paulman».

## Склад
Тарас Терлецький — вокал / гітари
Народився у м. Львові 1982 року. Засновник та автор текстів та вокалізів. У 2005 році закінчив юридичний факультет ЛНУ ім. І. Франка, також був вільним слухачем у Львівській музичній академії ім. Лисенка. Однин із креативних учасників та продюсер гурту.
Віталій Літягін — клавішні / вокал
Народився у м. Львові 1985 року. Співзасновник «Sample Rate». Закінчив музичну школу ім. Крушельницької та музичне училище ім. Людкевича з відзнакою, як піаніст. Є головним аранжувльником та саунд-продюсером групи. Добре розбирається у течіях рок та денс-музики, що часто втілює у творчості «Sample Rate».
Павло Ільницький — гітари / вокал
Народився у 1992 році у м. Львові. З приходом у 2008-му Павла і асоціюється заснування «Sample Rate». Навчався у Neville's Cross Primary School (Дюргейм, Велика Британія), Nelson Mandela State International School (Берлін, Німеччина) та у Львівській лінгвістичній гімназії. Екстерном закінчив музичну школу по класу гітари, флейти та фортепіано. Закінчив ЛНУ.
Сергій «Шкред» Юрович — бас
Народився у 1984 році. Закінчив економічний факультет ЛНУ ім. І. Франка.
Назар «Rambo» Погорлецький — ударні.
Закінчив музичну школу ім. Крушельницької, музичне училище ім. Людкевича та Львівську музичну академію ім. Лисенка по класу ударних. Перед тим як брати участь у «Яка існуЄ» та у «Sample Rate», грав у багатьох групах різних жанрів та, зокрема, в оркестрах, таких як ПРИКВО та «Да Ка По».

## Дискографія
The Breath (2010)
1. Stay To Be (4:00)
2. The Breath (3:20)
3. You Killed… (3:31)
4. Rescue My Life! (3:52)
5. Miss My Eyes (3:37)
6. Overloaded (3:49)
7. Take Me (3:16)
8. The Beat Of Heart (4:01)